# Lázaro Cárdenas, Michoacán de Ocampo
Lázaro Cárdenas är en ort i Mexiko.   Den ligger i kommunen Lázaro Cárdenas och delstaten Michoacán de Ocampo, i den södra delen av landet, 400 km sydväst om huvudstaden Mexico City. Ciudad Lázaro Cárdenas ligger 27 meter över havet och antalet invånare är 84 001.
Terrängen runt Ciudad Lázaro Cárdenas är platt. Havet är nära Ciudad Lázaro Cárdenas åt sydväst. Runt Ciudad Lázaro Cárdenas är det ganska tätbefolkat, med 134 invånare per kvadratkilometer. Ciudad Lázaro Cárdenas är det största samhället i trakten. Omgivningarna runt Ciudad Lázaro Cárdenas är en mosaik av jordbruksmark och naturlig växtlighet.